# Nicholas William Brady
Sir Nicholas William Brady (* 16. Februar 1791; † 27./28. November 1843) war ein Dubliner Ratsherr und Oberbürgermeister.
Nicholas William Brady war der älteste Sohn von Francis Tempest Brady († 1821) und hatte zwei Brüder sowie acht Schwestern. Sein Bruder Maziere Brady wurde später mehrmals Lordkanzler von Irland. Nicholas Brady selbst wurde 1833 Ratsherr in Dublin und bekleidete von 1839 bis 1840 das Amt des Oberbürgermeisters der Stadt (Lord Mayor of Dublin). Er wurde von Georg IV. zum Ritter geschlagen (Knight Bachelor).
Seit Oktober 1815 war er mit Catherine-Anne-Emily Hodgson († 1839) verheiratet. Aus der Ehe gingen vier Söhne und zwei Töchter hervor.